# Універсальні десантні кораблі класу «Містраль»
Універсальні десантні кораблі класу «Містраль» (фр. BPC de la classe Mistral) — клас універсальних десантних кораблів-вертольотоносців, що стоять на озброєнні військово-морських сил Франції. Станом на 2014 рік на озброєнні ВМС Франції стоїть 3 кораблі даного класу.
25 січня 2011 в Сен-Назері було підписано договір на постачання двох вертольотоносців до Росії. Підписання остаточного контракту відбулося в рамках Петербурзького міжнародного економічного форуму 17 червня 2011.
30 жовтня 2014, через введені проти Росії санкції в зв'язку з її агресією проти України, міністр фінансів Франції Мішель Сапен заявив, що «не бачить умов для передачі Росії вертольотоносця класу „Містраль“». 17 листопада російським морякам, що перебували у Франції та проходили навчання та готувались до передачі був закритий доступ до кораблів. Конгрес США у своїй резолюції від 4 грудня 2014 зазначив, що «придбання двох бойових кораблів класу «Містраль» країнами Організації Північноатлантичного договору (НАТО) може збільшити можливості НАТО» та закликав США, Францію, НАТО та інших партнерів «запровадити консультації та розглянути всі альтернативні можливості придбання цих бойових кораблів, що не включатимуть передачу цих кораблів до Російської Федерації»
Врешті Франція повернула Росії депозит, сплачений за будівництво обох кораблів. А обидва кораблі були продані ВМС Єгипту.

## Кораблі
| Номер вимпела                  | Назва                                          | Закладений     | Спущений на воду  | Вступив у стрій | Порт приписки |
| ------------------------------ | ---------------------------------------------- | -------------- | ----------------- | --------------- | ------------- |
| Військово-морські сили Франції |                                                |                |                   |                 |               |
| L9013                          | «Містраль»                                     | 10 липня 2003  | 6 жовтня 2004     | лютий 2006      | Тулон         |
| L9014                          | «Тонер»                                        | 26 серпня 2003 | 26 липня 2005     | грудень 2006    | Тулон         |
| L9015                          | «Діксмюд»                                      | 18 квітня 2009 | 17 вересня 2010   | 27 грудня 2012  | Тулон         |
| Військово-морські сили Єгипту  |                                                |                |                   |                 |               |
| 1010                           | «Гамаль Абдель Насер» (колишній «Севастополь») | 18 червня 2013 | 20 листопада 2014 | 2 червня 2016   | Александрія   |
| 1020                           | «Анвар Садат» (колишній «Владивосток»)         | 1 лютого 2012  | 15 жовтня 2013    |                 |               |